# Малиновка (Беговский сельсовет)
Малиновка — упразднённая в 1986 году деревня в Судогодском районе Владимирской области России. Входила на год упразднения в Беговский сельсовет. Ныне территория Муромцевского сельского поселения.

## География
Находилась у реки Побойка, примерно в 1,5 км западнее деревни Райки.

## История
На 1859 год во владельческой деревне Малиновка Бережковской волости Судогодского уезда население составило 186 человек в 15 дворах. После установления Советской власти, к 1926 году, деревню передали в состав Гусевского уезда.
С 1929 года деревня в составе Райковского сельсовета Судогодского района, с 1940 года — в составе Вольно-Артемовского сельсовета, с 1979 года — в составе Беговского сельсовета.
Основой экономики было сельское хозяйство.
Упразднена решением Владимирского областного Совета народных депутатов № 390 от 17 июня 1986 года.

## Население
На 1859 год население составило 186 человек в 15 дворах.
По результатам Всесоюзной переписи 1926 года в деревне Малиново Судогодской волости в 73 дворах числился 361 житель.